# Noorwegen op het Eurovisiesongfestival 1964
Noorwegen deed mee aan het Eurovisiesongfestival 1964. Arne Bendiksen was via Melodi Grand Prix gekozen om zijn land te vertegenwoordigen.

## Finale
Melodi Grand Prix werd gehouden in studios van de NRK in Oslo, het programma werd gepresenteerd door Odd Grythe. Vijf liedjes deden mee gezongen door twee verschillende artiesten. Waarvan 1 met een orkest en de ander met een combo. De winnaar werd gekozen door een "expert" jury.
| # | Combo                   | Orkest              | Lied                                  | Punten | Plaats |
| - | ----------------------- | ------------------- | ------------------------------------- | ------ | ------ |
| 1 | Elisabeth Granneman     | Arne Bendiksen      | "Spiral"                              | 61     | 1      |
| 2 | Jan Høiland             | Inger Jacobsen      | "Hvor"                                | 52     | 4      |
| 3 | Wencke Myhre            | Elisabeth Granneman | "God gammel firkantet vals"           | 60     | 2      |
| 4 | Odd Børre & The Cannons | Wenche Myhre        | "La meg værre ung"                    | 57     | 3      |
| 5 | Inger Jacobsen          | Jan Høiland         | "Ingen sol finner vei (til min gate)" | 38     | 5      |

## In Kopenhagen
Op de finale avond van het festival trad Bendiksen als 3de op. Aan het eind van de stemming had  "Spiral"  6 punten ontvangen. (5 uit Denemarken en 1 uit Finland), hiermee kwam Noorwegen op een 8ste plaats van de 16 deelnemers.
1960 · 1961 · 1962 · 1963 · 1964 · 1965 · 1966 · 1967 · 1968 · 1969 · 1970 · 1971 · 1972 · 1973 · 1974 · 1975 · 1976 · 1977 · 1978 · 1979 · 1980 · 1981 · 1982 · 1983 · 1984 · 1985 · 1986 · 1987 · 1988 · 1989 · 1990 · 1991 · 1992 · 1993 · 1994 · 1995 · 1996 · 1997 · 1998 · 1999 · 2000 · 2001 · 2002 · 2003 · 2004 · 2005 · 2006 · 2007 · 2008 · 2009 · 2010 · 2011 · 2012 · 2013 · 2014 · 2015 · 2016 · 2017 · 2018 · 2019 · 2020 · 2021 · 2022 · 2023 · 2024 · 2025